# Баршак, Павел Дмитриевич
Па́вел Дми́триевич Барша́к (род. 19 декабря 1980, Москва, СССР) — российский актёр театра и кино, младший брат кинорежиссёра Александра Баршака.

## Биография
Родился в Москве 19 декабря 1980 года.
В 1997 году поступил на режиссёрский факультет РАТИ (ГИТИСа), в мастерскую Петра Фоменко. В 2001 году был принят в труппу Московского театра «Мастерская Петра Фоменко». Среди сыгранных в театре ролей: Уличный музыкант и Жонглёр в «Безумной из Шайо», Алексей Иванович в «Египетских ночах», Рэндл Эттеруорд в «Дом, где разбиваются сердца». Был занят в спектакле «Семейная идиллия» антрепризы А. Г. Абдулова.
Снимается в кино и телесериалах.
Первый успех пришёл после выхода фильма Алексея Учителя «Прогулка». Баршак сыграл эмоционального, искреннего и обаятельного питерского парня Лёшу. После этого фильма актёру стали предлагать роли милых юношей, режиссёры видели в нём прежде всего романтического героя. В сериале «Игра» Баршак появился в образе Алексея Смолина — криминального гения и преступника.
Снялся в клипе Наталии Власовой на песню «Скучаю». 

## Театр
- «Безумная из Шайо» — Уличный музыкант и Жонглёр
- «Египетские ночи» — Алексей Иванович
- «Дом, где разбиваются сердца» — Рэндл Эттеруорд
- «Бесприданница» — Василий Вожеватов

## Фильмография

### Актёрские работы
- 2002 — Леди на день — Карлос Ромеро, сын графа-миллионера
- 2003 — Время — деньги — Игорь Борисов
- 2003 — Прогулка — Алёша
- 2003 — Тартарен из Тараскона — Альфонс Доде
- 2005 — Адъютанты любви — Мишель Лугин, поручик
- 2005 — Большая прогулка — Артём, аспирант
- 2005 — Казус Кукоцкого — Сергей Зворыкин, возлюбленный Тани, саксофонист в джазовой группе
- 2005 — Ночной продавец — Даня, ночной продавец
- 2005 — Запасной инстинкт — Марат
- 2006 — Питер FM — Паша, парень с цветами у станции метро «Чкаловская»
- 2006 — Солдаты 10 — старшина первой статьи Владимир Ковальский
- 2006 — Убойная сила 6 — Мурыгин
- 2007 — Снегурочка для взрослого сына — Валерий
- 2007 — Солдаты 12—13 — прапорщик Владимир Ковальский
- 2008 — Завещание ночи — Митя Кучер
- 2008 — Счастливого пути — Данте Спинетта
- 2008 — Француз Серёжа — Антон
- 2009 — Любовь — не то, что кажется — Артём Князев
- 2009 — Капля света — Сергей Селезнёв, программист
- 2009 — Аптекарь — Миляев
- 2010 — Трава под снегом — Андрей Комиссаров
- 2010 — Достоевский — Александр Егорович Врангель, адвокат
- 2011 — Каменская—6 — Игорь Дорошин, старший лейтенант милиции, участковый инспектор
- 2011 — Случайный свидетель — Герман Лялин, бывший муж Марии
- 2011 — Ёлки 2 — Ерхов, второй пилот самолёта
- 2011 — Игра — Алексей Смолин, бандит
- 2012 — Под прицелом любви — Марк Курский, юрист
- 2012 — Астра, я люблю тебя — Андрей
- 2012 — Опережая выстрел — Леонид Харин, помощник Репиной
- 2012 — Отдам котят в хорошие руки — Максим, бывший молодой человек Кати
- 2013 — Процесс — Сергей Кормильцев
- 2013 — Я рядом — Максим
- 2013 — Легенда для оперши — Андрей Тарасов, гонщик
- 2013 — Три мушкетёра — Арамис
- 2013 — Полёт бабочки — Серж
- 2013 — Краплёный — Геннадий Шагаев, бизнесмен
- 2014 — Тихая охота — Дмитрий Метельский, старший лейтенант группы Широкова
- 2014 — Право на любовь — Макс Боев
- 2014 — Пациенты — Сергей Шаламов
- 2014 — Поделись счастьем своим — Григорий Алякин
- 2014 — Ушелец (короткометражка) — Павел
- 2015 — Алхимик. Эликсир Фауста — Иван Невельский, сын Андрея и Ольги
- 2015 — Обратная сторона Луны 2 — Вадим Клыпов
- 2016 — День выборов 2 — Паша, актёр в студии звукозаписи
- 2016 — Игра. Реванш — Алексей Смолин, бандит
- 2016 — Дом на холодном ключе
- 2017 — Ковчег — Михаил
- 2017 — Знакомство — Коля
- 2017 — Мечта — Руслан Караваев
- 2017 — Не вместе — Саша
- 2017 — Кладовая жизни — Павел
- 2017 — Чужая кровь — Олеко (Цыган), возлюбленный Зинаиды Георгиевны Горбатовой
- 2017 — Контакт — Владимир Голенко, преступник
- 2018 — Префект (короткометражка) — Хитрый
- 2018 — Ёлки последние — Ерхов
- 2018 — Кладовая жизни / Скарбниця життя (Украина)
- 2018 — Обмани себя / Обмани себе (Украина)
- 2018 — Короткие волны — Паша
- 2018 — Своя земля — Архипов
- 2018 — Хор — Андрей
- 2019 — Подкидыш — папа Наташи и Юры
- 2019 — Тайна Марии — Михаил
- 2019 — Охотница — Иван Лагин, следователь
- 2019 — Союз спасения — штабс-капитан, барон Вениамин Соловьёв
- 2020 — Магомаев — Василий Ливанов
- 2020 — Портрет незнакомца — иностранец
- 2020 — Шпион № 1 — Лэмпард
- 2020 — Лайк.Подписка — Юрий Александрович
- 2021 — Новая жизнь Маши Солёновой — Николай
- 2021 — Русские горки
- 2021 — Джигалоу — Эдик
- 2021 — Через прицел — Андрей Брошин, снайпер
- 2021 — Ничего не бойся — отец Ивана, муж Ольги (цикл короткометражных фильмов «Дядя Ваня фильм», фильм второй)
- 2021 — Директор по счастью — Алексей, коллега Елизаветы
- 2022 — Союз Спасения. Время гнева — штабс-капитан, барон Вениамин Соловьёв
- 2024 — Между нами лето — Саша взрослый
- 2024 — Роман с того света - Костя

### Озвучивание мультфильмов
- 2005 — Капитанская дочка
- 2010 — Оська-святой
- 2021 — Кощей. Начало — князь Белояр